# Гордон-Гайтс (Нью-Йорк)
Гордон-Гайтс (англ. Gordon Heights) — переписна місцевість (CDP) в США, в окрузі Саффолк штату Нью-Йорк. Населення — 3981 особа (2020).

## Географія
Гордон-Гайтс розташований за координатами 40°51′47″ пн. ш. 72°57′44″ зх. д. / 40.86306° пн. ш. 72.96222° зх. д. (40.863167, -72.962088).  За даними Бюро перепису населення США в 2010 році переписна місцевість мала площу 4,45 км², з яких 4,42 км² — суходіл та 0,04 км² — водойми.

## Демографія
Згідно з переписом 2010 року, у переписній місцевості мешкали 4042 особи в 1070 домогосподарствах у складі 824 родин. Густота населення становила 908 осіб/км².  Було 1182 помешкання (266/км²).
Расовий склад населення:
| - 52,9 % — чорних або афроамериканців - 28,7 % — білих - 1,9 % — корінних американців - 1,9 % — азіатів - 0,3 % — вихідців з тихоокеанських островів - 9,5 % — осіб інших рас |

До двох чи більше рас належало 4,6 %. Частка іспаномовних становила 25,0 % від усіх жителів.
За віковим діапазоном населення розподілялося таким чином: 29,1 % — особи молодші 18 років, 63,1 % — особи у віці 18—64 років, 7,8 % — особи у віці 65 років та старші. Медіана віку мешканця становила 32,3 року. На 100 осіб жіночої статі у переписній місцевості припадало 100,2 чоловіків;  на 100 жінок у віці від 18 років та старших — 97,7 чоловіків також старших 18 років.
Середній дохід на одне домашнє господарство  становив 76 585 доларів США (медіана — 71 447), а середній дохід на одну сім'ю — 77 674 долари (медіана — 69 219). Медіана доходів становила 44 757 доларів для чоловіків та 47 208 доларів для жінок. За межею бідності перебувало 16,0 % осіб, у тому числі 19,8 % дітей у віці до 18 років та 5,8 % осіб у віці 65 років та старших.
Цивільне працевлаштоване населення становило 1527 осіб. Основні галузі зайнятості: освіта, охорона здоров'я та соціальна допомога — 28,4 %, науковці, спеціалісти, менеджери — 13,9 %, роздрібна торгівля — 10,7 %.